# Abrahamperstjärnarna (Stensele socken, Lappland, 726330-151519)
Abrahamperstjärnarna är en sjö i Storumans kommun i Lappland och ingår i Umeälvens huvudavrinningsområde. Sjön har en area på 0,063 kvadratkilometer och ligger 556,3 meter över havet.

## Delavrinningsområde
Abrahamperstjärnarna ingår i det delavrinningsområde (726281-151137) som SMHI kallar för Utloppet av Umnässjön. Medelhöjden är 454 meter över havet och ytan är 84,06 kvadratkilometer. Räknas de 356 avrinningsområdena uppströms in blir den ackumulerade arean 4 613,02 kvadratkilometer. Avrinningsområdets utflöde Umeälven mynnar i havet. Avrinningsområdet består mestadels av skog (69 procent). Avrinningsområdet har 13,38 kvadratkilometer vattenytor vilket ger det en sjöprocent på 15,9 procent.